# Holland (Album)
Holland ist ein Studioalbum der US-Band The Beach Boys aus dem Jahr 1973. Es gilt als das beste Album der Gruppe ohne aktive Beteiligung von Brian Wilson.

## Entstehungsgeschichte
Während der Erfolg der Band in den USA langsam abklang, war sie in Europa – vor allem in England und den Niederlanden – auf dem Höhepunkt ihrer Popularität. Auf ihrer Europatournee 1970 wollte die Band von England aus zu einem Konzert nach Holland fliegen, konnte allerdings wegen Nebel nicht starten. Vom benachbarten Gatwick erhielten sie nur noch einen Flug nach Brüssel, von wo sie mittels Autokonvoi nach Amsterdam gebracht wurden, während die wartenden Fans ständig über den Aufenthaltsort der Band informiert wurden. Als sie schließlich um fünf Uhr morgens die Bühne betraten, war die Halle immer noch voll besetzt und die Band wurde begeistert empfangen.
Sie setzten ihre Europatournee fort, kehrten allerdings aufgrund eines Fernseh-Specials bald in die Niederlande zurück und gingen davon aus, eine Woche in Amsterdam zu bleiben. Die Gruppe verfiel allerdings endgültig dem Charme dieses Landes und aus der einen Woche wurden Monate. Amsterdam wurde zur Koordinationsstelle für die Europa-Tournee, und an deren Ende wurde noch ein weiteres Konzert in den Niederlanden angehängt. Die Beach Boys wollten sogleich in den Niederlanden bleiben, um ihr neues Album einspielen zu können. Allerdings waren die wenigen Aufnahmestudios bereits langfristig ausgebucht.
Gut zwei Jahre später, 1972, griffen sie diese Idee erneut auf. Sie gaben in den USA ein hochmodernes Studio in Auftrag, das nach Holland verschifft und dort in einer alten Scheune aufgebaut werden sollte. Während dieser Arbeit gingen die Beach Boys auf eine neuerliche Europatournee und ließen sich dann temporär in Holland nieder.
Die Gruppe hoffte vor allem, dass ihnen die Abgeschiedenheit in Holland und die Distanz zu ihren Problemen in den USA neue Inspiration geben würde. Sie verbrachten insgesamt ein halbes Jahr in Holland, um an diesem Album zu arbeiten. Auch Brian Wilson nahm daran teil, obwohl er wegen seiner Flugangst drei Anläufe benötigte, um in Amsterdam anzukommen.
Eckpunkt des Albums war die California-Saga-Trilogie, ein aus drei Teilen bestehender Tribut an Kalifornien von Al Jardine und Mike Love. Brian Wilson steuerte für das Album das Lied Funky Pretty bei, das er schrieb und darauf auch das Schlagzeug spielte. Ansonsten singt er nur eine Zeile.
Nachdem die Beach Boys ihre Zelte in Holland abgebrochen hatten, flogen sie zurück nach Los Angeles und übergaben die fertigen Aufnahmen an ihre Plattenfirma Warner Bros. Diese bestanden damals aus neun Liedern inklusive We Got Love, das von Ricky Fataar, Blondie Chaplin und Mike Love geschrieben wurde. Die Plattenfirma war mit dem Material zwar zufrieden, bemängelte allerdings, dass sie keine eindeutige Single heraushören konnten. Also verlangten sie den Austausch eines Stückes mit einer Single, am besten eine, die von Brian Wilson geschrieben wurde. 
Van Dyke Parks erinnerte sich an einen älteren bluesigen Song von Wilson, der allerdings noch nicht ganz fertig war. Er holte ihn aus der Versenkung. Mit einem Mit-Autoren-Team, bestehend aus Jack Rieley, Tandyn Almer, Ray Kennedy und Van Dyke Parks wurde der Song schließlich vollendet. Heraus kam hierbei das Lied Sail on, Sailor, das die Beach Boys schließlich in Los Angeles aufnahmen und damit We Got Love ersetzten. Holland wurde schließlich im Januar 1973 veröffentlicht und erreichte Rang 36 in den Billboard-Charts, wo es sich 30 Wochen lang halten konnte. In England kam es auf Rang 20, in den Niederlanden auf Platz 11.

## Titelliste
1. Sail on, Sailor (Brian Wilson/Jack Rieley/R. Kennedy/T. Almer/Van Dyke Parks) – 3:19
2. Steamboat (Dennis Wilson/Jack Rieley) – 4:33
3. California Saga/Big Sur (Mike Love) – 2:56
4. California Saga/The Break of the Eagles (Al Jardine/Lynda Jardine/Robinson Jeffers) – 3:49
5. California Saga/California (Al Jardine) – 3:21
6. The Trader (Carl Wilson/Jack Rieley) – 5:04
7. Leaving This Town (Ricky Fataar/Carl Wilson/Blondie Chaplin/Mike Love) – 5:49
8. Only With You (Dennis Wilson/Mike Love) – 2:59
9. Funky Pretty (Brian Wilson/Mike Love/Jack Rieley) – 4:09

## Zusätzliche Informationen
- Steamboat hat einen Text von Jack Rieley, den Dennis Wilson vertont hatte. Carl und Dennis produzierten das Lied, Tony Martin spielt Steelguitar.
- California Saga/Big Sur handelt von der Schönheit der Natur und von Heimweh. Der erste Song, zu dem Mike Love sowohl Text als auch Musik schrieb. Lead-Sänger ist ebenfalls Mike Love.
- California Saga/The Beaks of Eagles basiert auf dem Gedicht Jefferson County von Robinson Jeffers, das Alan Jardine entdeckt hatte. Er unterlegte das Werk mit Musik und fügte mit seiner Frau Lynda neue Textstellen hinzu.
- California Saga/California – Der dritte Teil der Trilogie und wieder von Alan Jardine geschrieben. Das Lied enthält auch den einzigen Auftritt von Brian Wilson, der die Zeile „On my way to sunny california“ singt.
- The Trader – Carl Wilson schrieb das Lied gemeinsam mit Jack Rieley. Es handelt von den Auswirkungen des Imperialismus. Das „Hi!“ am Anfang stammt von Jonah Wilson, dem Sohn von Carl.[2]
- Leaving This Town –  Der Song beschäftigt sich mit tiefen und inneren Erfahrungen. Ricky Fataar spielt ein Moog-Solo. Das Lied wurde von Ricky Fataar, Blondie Chaplin, Carl Wilson und Mike Love geschrieben.
- Only with You ist ein Liebeslied und wurde von Mike Love und Dennis Wilson geschrieben. Dennis schrieb dieses Lied für seine damalige Frau Barbara Wilson.
- Funky Pretty – Das Album schließt mit einem Lied von Brian Wilson, er teilt sich die Credits mit Jack Rieley und Mike Love. Brian spielte bei diesem Track sogar das Schlagzeug ein. Jedes Bandmitglied war gleichermaßen am Gesang beteiligt. Es besteht aus vier Melodiestimmen die parallel durch den Refrain laufen.

## Versionen
Das Album wurde 2000 zusammen mit dem Vorgänger Carl and the Passions und der EP Mt. Vernon and Fairway (A Fairy Tale) neu aufgelegt. Die Liner-Notes schrieben Tom Petty und Scott McCaughey.
Es sind etwa 500 Stück der deutschen Zweitpressung vorhanden, die fälschlicherweise die Studioversion des Liedes We Got Love anstelle von Sail on, Sailor enthält. Der Fehler wurde erst bemerkt, als die LPs bereits im Handel waren.

## Mount Vernon and Fairway (A Fairy Tale)
Mount Vernon and Fairway (A Fairy Tale) wurde von Brian Wilson als Mittelpunkt des Holland-Albums konzipiert. Es soll ein modernes Märchen darstellen, welches die Erinnerungen an Nächte in Brian Wilsons Teenagerzeit verarbeitet. Brian Wilson war oft bei Mike Love und sie hörten im Dunkeln einem Transistorradio zu. Love lebte damals an der Kreuzung zu den Orten Mount Vernon und Fairway in Hawthorne (Kalifornien), daher der Titel.
Beim Schreiben ließ sich Wilson von Randy Newmans Sail Away berieseln, das er immer wieder abspielte. Carl Wilson und Jack Rieley halfen ihm, das Stück zu komplettieren. Jack Rieley tritt als Erzähler auf. Die EP fand Verwendung als Bonus für das Holland-Album und wurde diesem beigelegt.
1. Mt. Vernon And Fairway (Theme) (Brian Wilson) – 1:34
2. I'm the Pied Piper (Instrumental) (Brian Wilson/Carl Wilson) – 2:20
3. Better Get Back in Bed (Brian Wilson) – 1:39
4. Magic Transistor Radio (Brian Wilson) – 1:43
5. I'm the Pied Piper (Brian Wilson/Carl Wilson) – 2:09
6. Radio King Dom (Brian Wilson/Jack Rieley) – 2:38